# Palazzo Liviano
Il palazzo Liviano è un edificio padovano del XX secolo, situato nella zona del vecchio capitaniato della città: fu infatti costruito incorporando nella sua struttura i resti dell'antico palazzo del Capitanio. Intitolato in onore dello storico Tito Livio, oggi ospita la Scuola di Scienze Umane, Sociali e del Patrimonio culturale ed il Dipartimento dei Beni Culturali: Archeologia, Storia dell'Arte, del Cinema e della Musica dell'Università di Padova ed il Museo di scienze archeologiche e d'arte. È inoltre collegato con la Sala dei Giganti, antica struttura affrescata che ospita oggi concerti e convegni.
Si trova attualmente nella parte occidentale di piazza Capitaniato, antico cortile della Reggia Carrarese ristrutturato al tempo della dominazione veneziana, quando vi fu costruita la sede di uno dei due capitani veneziani che governavano Padova.

## Storia

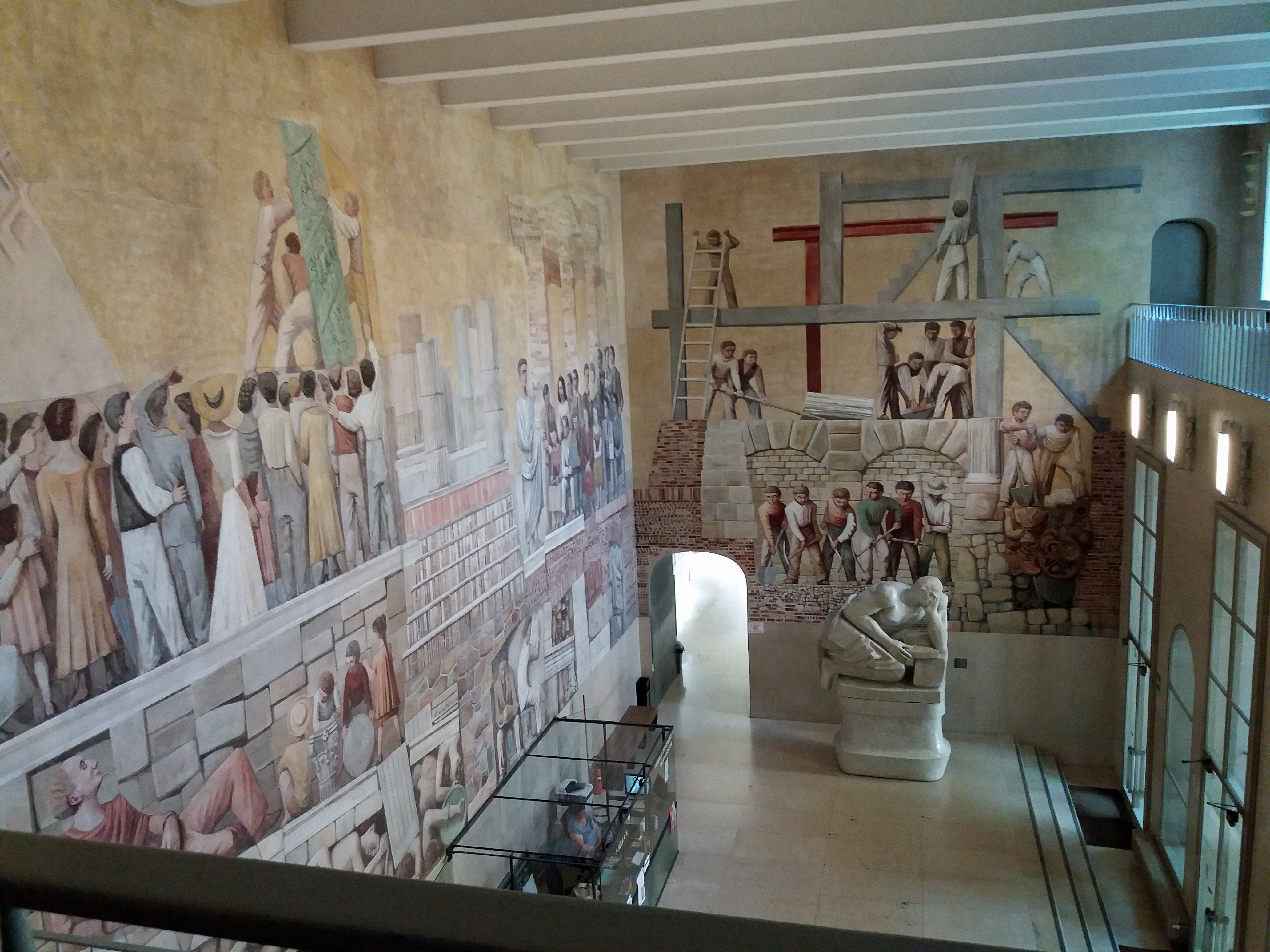
L'interno

Il palazzo fu edificato su iniziativa di Carlo Anti, rettore dell'Università di Padova dal 1932 al 1943, che in tale periodo fece ristrutturare molti dei palazzi dell'ateneo invitando a Padova alcuni tra i maggiori artisti nazionali. Struttura dallo spiccato stile metafisico, il Liviano fu costruito dall'architetto milanese Gio Ponti, che si occupò anche di diversi particolari dell'arredamento interno. L'affresco eseguito nell'atrio da Massimo Campigli tra il 1937 e il 1940, in collaborazione con sua moglie Giuditta Scalini, raffigura l'archeologia, patrimonio della cultura italiana. Un altro affresco, situato sulla sinistra della fascia mediana della parete maggiore, raffigura Campigli, Ponti, Anti e Scalini, vestita con abiti maschili e con le carte dei progetti in mano. Nel 2009 gli affreschi del palazzo sono stati restaurati. La scultura dell'atrio che raffigura Tito Livio chinato e in atteggiamento riflessivo, fu realizzata da Arturo Martini nel 1942.
Nel 1937 fu allestito al terzo piano del palazzo il Museo di Scienze Archeologiche e d'Arte. Nei sotterranei del Liviano sono presenti anche dei rifugi antiaerei, che non sono mai stati utilizzati.
Il 22 aprile 1978, il Professor Ezio Riondato fu ferito da un colpo di pistola ad una gamba mentre entrava in classe al Liviano. L'attentato venne rivendicato dai Comitati Comunisti Combattenti. Sul luogo dell'attentato è ora presente una targa in ricordo.

## Descrizione

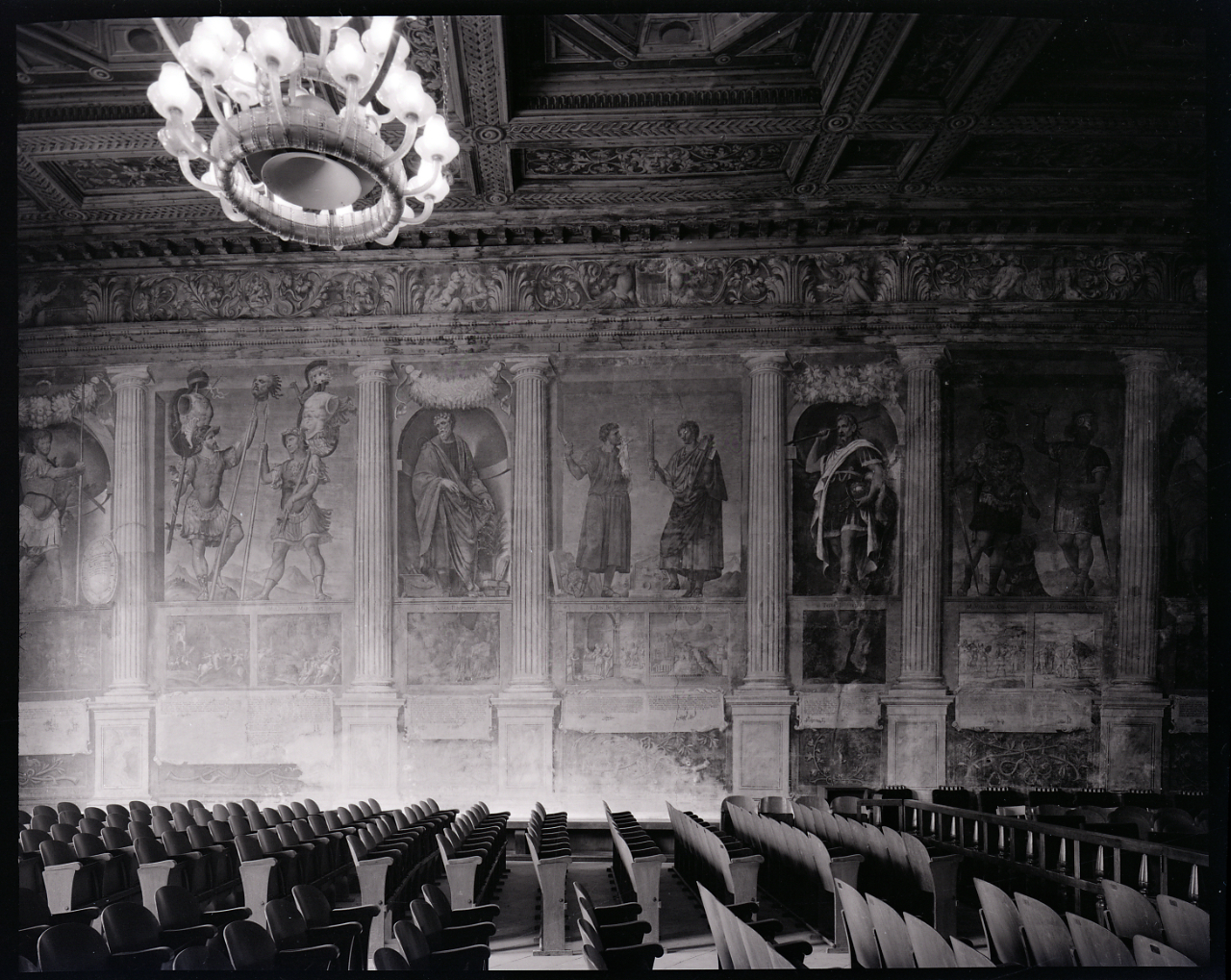
Sala dei Giganti. Foto di Paolo Monti, 1967

### Sala dei Giganti
Il palazzo è direttamente collegato alla celebre Sala dei Giganti, dove si tengono convegni e concerti. Questo salone, cui si accede tramite una scalinata posta sul fianco dell'attuale palazzo Liviano, deve il suo nome ai suoi affreschi che rappresentano in grandezza naturale eroi e grandi personaggi dell'antichità. Il tema degli affreschi, che sono del primo Cinquecento, riprende quello degli affreschi precedenti che decoravano una sala oggi perduta dell'antica Reggia Carrarese. Gli affreschi originali furono ispirati da un'opera del Petrarca, a quel tempo ospite dei signori di Padova.

### Museo di scienze archeologiche e d'arte

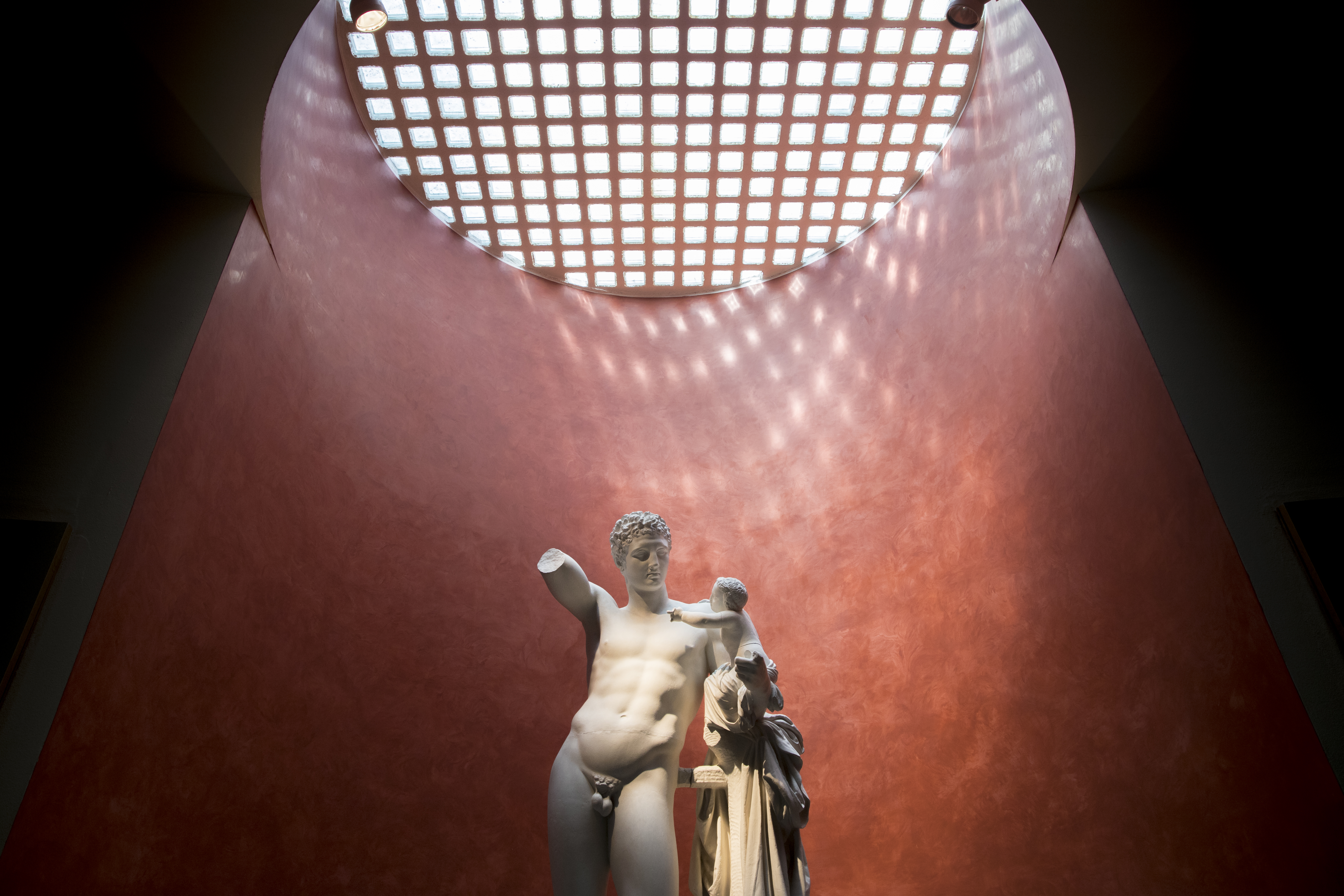
Museo di Scienze Archeologiche e d'Arte - Hèrmes con Diòniso bambino

Il Museo di Scienze Archeologiche e d'Arte, collocato al terzo piano del palazzo, conserva importanti testimonianze scultoree dell'antichità e rinascimentali. Di rilievo i ritrovamenti archeologici che risalgono al tempo degli etruschi, dei greci e dei romani.